# Џејмс Хитли
Џејмс Хитли (енгл. James Heatly; Винчестер, 20. мај 1997) елитни је британски скакач у воду и члан репрезентације Велике Британије у овом спорту. Његова специјалност су скокови са даске, како појединачно тако и у синхронизованим паровима.
Хитли је започео спортску каријеру током 2013. наступом на турниру светске гран-при серије у Болцану где је заузео 15. место у квалификацијама скокова са даске 3м. Годину дана касније представљао је Шкотску на Играма Комонвелта и био је најмлађи такмичар који је наступио у скоковима са даске са једног и три метра висине. Први значајнији успех у сениорској конкуренцији остварио је на Европским играма 2015. у Бакуу где је освојио чак три медаље у скоковима са даске, злато у скоковима са трометарске даске, сребро у пару са Росом Хезламом у синхронизованим скоковима и бронзу у скоковима са једнометарске даске.
На сениорским светским првенствима дебитовао је на светском првенству 2017. у Будимпешти где се такмичио у појединачним скоковима са једнометарске даске. Хитли је успео да се квалификује за финале те дисциплине у ком је на крају заузео 9. место. Идентичан резултат остварио је у истој дисциплини и две године касније у Квангџуу 2019. године.